# Замок Лістовел
Замок Лістовел (англ. Listowel Castle) — один із замків Ірландії, розташований в графстві Керрі, біля одноіменного селища Лістовел, на відстані 16 миль від міста Тралі. Нині замок Лістовел — пам'ятка історії та архітектури Ірландії національного значення. Замок є одним із найкращих і мистецько вартісних зразків архітектури норманських замків в Керрі. Нині замок відреставрований і доступний для туристів щодня. Замок стоїть на високому березі річки Філ. Колись замок займав стратегічне положення — замок охороняв шляхи до броду через річку.

## Історія замку Лістовел
Замок Лістовел був останнім бастіоном повстанців за незазалежність Ірландії, що чинив опір англійським військам під час так званих повстань Десмонда або повстань Геральдинів. Найдавніший замок Лістовел був побудований в ХІІІ столітті феодалами ФіцДжеральдами, потім замок був перебудований в XV столітті феодалами ФіцМоріс. Замок постійно був місцем боїв та сутичок між феодалами Десмонд, ірландським кланом О'Нейл та військами Англії. 5 листопада 1600 року замок впав після облоги, що тривала 28 днів. Облогу здійснював англійський офіцер сер Чарльз Вілмот. Після захоплення замку він командував гарнізоном замку.
Потім замком довгий час володіла аристократична родина Гар, що отримала титул графів Лістовел після відмови на власність аристократів ФіцМоріс — лицарів Керрі. Потім замок був закинутий і перетворився на руїни.
До нинішнього дня збереглися тільки залишки двох веж з чотирьох. Стіни товсті, є незвичайна особливість — наявність високої арки. Археологічні дослідження показують, що спочатку найдавніший замок Лістовел нагадував замок Бунратті, що в графстві Клер, але потім замок був перебудований. У 2005 році розпочались реставраційні роботи, які вело Управління громадських робіт Ірландії. Каміння для реставрації виготовляли експерти-майстри. Були відновлені сходи на верхні поверхи.
Недалеко від замку Лістовел в Вудфорді лицарі Керрі збудували новий замок у норманському стилі. Це відбулося після 1600 року.
Недалеку від замку розташований літературний центр «Шенхай» (ірл. — Seanchaí). Центр розмішений в особняку XVIII століття, що збудований в стилі короля Георга. У цьому центрі можна дізнатися багато про історію замку Лістовел. Координатором центру на сьогодні є Кара Трант.